# Viviania albiflora
Viviania albiflora är en tvåhjärtbladig växtart som först beskrevs av Jacques Cambessèdes, och fick sitt nu gällande namn av Karl Friedrich Carlos Federico Reiche. Viviania albiflora ingår i släktet Viviania och familjen Vivianiaceae. Inga underarter finns listade i Catalogue of Life.